# Lymire candida
Lymire candida là một loài bướm đêm thuộc phân họ Arctiinae, họ Erebidae.